# باشگاه فوتبال استقلال انزلی
این باشگاه با نام تاج در دهه ۴۰ در شهر انزلی تاسیس شد.این باشگاه بعد از چند سال تعطیلی توسط تعدادی از بازیکنان ملوان در سال ۱۳۶۷ دوباره شروع به کار کرد.باشگاه فوتبال استقلال انزلی یک تیم فوتبال ایرانی از بندر انزلی بود.در سال ۱۳۷۰ این تیم منحل شد.

## دوران حرفه‌ای
این تیم در جام قدس ۶۹–۱۳۶۸ حاضر بود و در گروه ب در رده هشتم جدول ۱۱ تیمی قرار گرفت.